# الحدب (بعدان)

تعديل مصدري - تعديل

الحدب محلة تابعة لقرية الصيرات، التابعة لعزلة ضابي بمديرية بعدان إحدى مديريات محافظة إب في الجمهورية اليمنية، بلغ تعداد سكانها 128 حسب تعداد اليمن لعام 2004.